# Свети Георги (Долно Хомондос)
Вижте пояснителната страница за други значения на Свети Георги.
„Свети Георги Победоносец“ (на гръцки: Αγίου Γεωργίου) е възрожденска православна църква в сярското село Долно Хомондос (Като Митруси), Гърция, част от Сярската и Нигритска епархия. Църквата е енорийски храм.
Построена е в 1853 година както е видно от релефната мраморна плоча с надпис. В архитектурно отношение църквата е трикорабна безкуполна базилика с нартекс на запад. Изписването на храма започва в 1988 година.